# مری تم
ماری تام (انگلیسی: Mary Tamm؛ ۲۲ مارس ۱۹۵۰ – ۲۶ ژوئیهٔ ۲۰۱۲) یک هنرپیشه اهل انگلستان بود. وی بین سال‌های ۱۹۷۰ تا ۲۰۱۲ میلادی فعالیت می‌کرد.

## بخشی از فیلمشناسی
از فیلم‌ها یا برنامه‌های تلویزیونی که وی در آن نقش داشته‌است می‌توان به آثار زیر اشاره کرد.
- پرونده اودسا (۱۹۷۴)
- دکتر هو
- پوآرو (فصل اول)